# 塗鴉BEAT
《塗鴉BEAT 》（日语：なぐりガキBEAT）是關西傑尼斯8的第38張單曲，於2017年1月25日發行

## 概要
- 佐佐木藏之介與成員橫山裕雙主演電影『破門ふたりのヤクビョーガミ』主題曲

## 收錄曲目

### 初回限定盤
CD
1. 塗鴉BEAT 
  - 作詞、作曲：NOMSON、編曲：大西省吾
2. 積極的吶喊！“RECITAL”Remix
  - 第38張單曲 混音版
  - DVD/Blu-ray「関ジャニ∞リサイタル お前のハートをつかんだる!!」片尾
3. 罪與夏“RECITAL”Remix
  - 第35張單曲 混音版
  - DVD/Blu-ray「関ジャニ∞リサイタル 真夏の俺らは罪なヤツ」片尾

特典DVD
1. 「塗鴉BEAT」Music Clip & Making製作花絮影像

### 新春特盤
日本期間限定販售至2017年2月15日為止
CD
1. 塗鴉BEAT 
  - 作詞、作曲：NOMSON、編曲：大西省吾

DVD
1. 「7人だけの新年会2017」

### 通常盤
1. 塗鴉BEAT 
  - 作詞、作曲：NOMSON、編曲：大西省吾
2. Tokyoholic
  - 作詞、作曲、編曲：錦戸亮
3. BJ
  - 作詞：HIKARI、編曲：錦戸亮
4. 塗鴉BEAT（Original Karaoke）

## 外部連結
- Sony music (中文) （页面存档备份，存于）
- INFINITY RECORDS （页面存档备份，存于）